# صحنه جرم
صحنه جرم یا صحنه جنایت (به انگلیسی: crime scene) مکانی است که ممکن است جرمی در آن اتفاق افتاده باشد. صحنه‌های جنایت حاوی شواهد فیزیکی است که برای تحقیقات جنایی مفید است. این شواهد توسط بازرسان علوم قانونی و مجریان قانون جمع‌آوری می‌شود. محل وقوع جرم هم می‌تواند مکانی باشد که جرم در آن واقع شده است، و هم منطقه‌ای باشد که حاوی شواهدی از جرم است. صحنه‌های جرم نه تنها محدود به یک مکان هستند، بلکه می‌توانند دربردارنده شخص، محل یا شیء مرتبط با رفتارهای مجرمانه‌ای باشند که رخ داده است.
پس از کشف صحنه جرم بلافاصله باید تدابیری برای ایمن‌سازی و محافظت از صحنه اتخاذ شود. مجریان قانون برای حفظ صحنه باید برای مسدود کردن محدوده اطراف و پیگیری ورود و خروج افراد اقدام کنند. مأموران می‌توانند اطمینان حاصل کنند که با انجام این اقدامات احتیاطی شواهد جمع‌آوری‌شده می‌توانند در دادگاه استفاده شوند. شواهدی که دستکاری‌شده شده‌اند می‌توانند صحنه را به هم زده و باعث عدم اعتبار پرونده در دادگاه شوند.
هر چیزی که در طول بررسی و تحلیل یک صحنه اتفاق می‌افتد باید مستند باشد. وظیفه افسر و نیروی پلیس اول است که مطمئن شود مستندات صحنه تغییری نمی‌کند. مستندات شامل مشاهدات و اقدامات افسر در هنگام حضور در صحنه است. او مسئول مستندسازی با بازدید وضعیت صحنه در بدو ورود است. او همچنین اظهارات و نظرات شاهدان، قربانیان و مظنون‌های احتمالی را جمع‌آوری می‌کند. او همچنین می‌تواند فهرستی از افرادی که با شواهد در تماس بوده‌اند، و فهرستی از شواهد جمع‌آوری‌شده توسط دیگران را نیز تهیه کند.

## انواع صحنه جرم
صحنه‌های جرم شامل فضای باز، فضای سرپوشیده و در وسایل نقلیه است. بررسی صحنه‌های جرم در فضای باز سخت‌ترین صحنه‌هاست. قرار گرفتن در معرض عناصری مانند باران، باد یا گرما و همچنین دخالت حیوانات، صحنه جرم را آلوده کرده و منجر به از بین رفتن شواهد می‌شود. عوامل دیگری مانند عدم ایمن‌سازی مناسب صحنه جرم می‌تواند منجر به مخدوش شدن شواهد شود. اگر جرمی در فضای باز و داخل خانه انجام شده باشد، رسیدگی به صحنه جرم در فضای باز در اولویت است. بازرسی صحنه‌های جرم در فضای باز در شب بسیار دشوار است. نور مورد استفاده برای افزایش دید، ممکن است برای شواهد مضر باشد، و می‌تواند باعث از بین رفتن برخی شواهد شود، بنابراین در صورت امکان بهتر است صحنه جرم را برای بازرسی در روز حفظ کنید.

## پیوندبه‌بیرون
- https://web.archive.org/web/20140221230759/http://www.nfstc.org/pdi/Subject01/pdi_s01_m01_04.htm
- http://www.evidencemagazine.com/index.php?option=com_content&task=view&id=184 بایگانی‌شده  در ۲۳ فوریه ۲۰۱۴ توسط Wayback Machine